# Mihkel Veske
Mihkel Veske (Paistu, 28 gennaio 1843 – Kazan', 16 maggio 1890) è stato un linguista e poeta estone.

## Biografia
Mihkel Veske nacque a Veske farm, Holstre Parish (ora villaggio di Metsla, Tarvastu), Viljandimaa nel nord della Livonia. Frequentò la scuola del villaggio presso Pullerits, la scuola parrocchiale di Paistu e la scuola secondaria di Tartu. Tra il 1866 e il 1867 frequentò la scuola di Lipsia. Nel 1872 si laureò presso l'Università di Lipsia con un diploma di dottorato. Pubblicò la sua tesi di dottorato nel 1873, che si basava sulla grammatica comparata delle lingue. Veske poi tornò in Estonia dove lavorò come giornalista per il quotidiano Eesti Põllumees.
Dal 1874-1887 Veske fu docente di lingua estone presso l'Università di Dorpat. Dal 1886 fino alla sua prematura scomparsa, avvenuta nel 1890, Veske fu anche professore di lingue ugro-finniche presso l'Università di Kazan.
Nel corso degli anni 1880, Veske diventò uno dei massimi esponenti del Risveglio nazionale estone. Egli apparteneva ai gruppi fortemente patriottici intorno agli intellettuali estoni e giornalisti, come ad esempio Carl Robert Jakobson. Dal 1882-1886 Veske fu il presidente della Society of Estonian Literati. Nel 1884 curò la rivista Oma Maa.
Veske fu uno dei primi linguisti estoni per l'utilizzo della linguistica storica. Tra il 1875 e il 1884, trascorse le estati viaggiando, confrontando i vari dialetti di diverse regioni. Nel 1880 visitò la Finlandia e nel 1885-1886 l'Ungheria. 
Durante la sua permanenza a Kazan, studiò le lingue del popolo Mari, dei Mordvini e le relazioni culturali tra i popoli ugrofinnici e slavi. Nel 1881-1883, compilò un libro di testo in due volumi sulla lingua finlandese.
Fu sepolto presso il cimitero Uus-Jaani a Tartu (Dorpat). Il busto di bronzo sulla sua tomba fu creato dallo scultore estone August Weizenberg (oggi perduto).

## Poesia
Le poesie di Veske si ispirarono alla semplicità del canto popolare estone. Tradusse numerosi canti popolari tedeschi, russi, finlandesi e ungheresi.

### Collezioni
- Viisidega laulud (1874)
- Dr. Veske laulud (1899)
- Mihkel Veske laulud (1931)